# فیفا ۰۶
فیفا ۰۶ (به انگلیسی: Fifa 06) بازی ویدئویی منتشرشده در زمینهٔ شبیه‌سازی فوتبال ساخت شرکت الکترونیک آرتز است که توسط الکترونیک آرتز کانادا ساخته شده‌است.این بازی نخسه جام جهانی فوتبال ۲۰۰۶ را هم دارد.(فیفاجام جهانی ۲۰۰۶).